# Nereida Fuentes González
Nereida Fuentes González (Coahuila, México) es una política mexicana, fue la primera alcaldesa mujer de Tecate, Baja California.

## Vida personal
Fuentes González nació en Coahuila, pero sus padres, Juan Fuentes Oroña y Julia González Sandoval, se mudaron al municipio de Tecate cuando era niña. Estudió la secundaria en la escuela Francisco I. Madero y se graduó en la licenciatura de Comercio Exterior y Legislación Aduanera con especialidad en Mercadotecnia en el CUT Universidad de Tijuana. En 2012 se casó con Marco Antonio Lizárraga Navarro y tiene un hijo llamado Nery Antonio.

## Trayectoria política
Fuentes González comenzó su carrera política a los diecisiete años, cuando se integró al programa Solidaridad a Tecate, brindando ayuda a los habitantes de colonias marginadas. Una vez terminados sus estudios y afiliada al Partido Revolucionario Institucional (PRI) desde su mayoría de edad, se convirtió en regidora del 20º ayuntamiento constitucional de Tecate, Baja California, y en secretaria general del Comité Directivo Estatal del PRI en el mismo estado en 2011. Fue nombrada coordinadora del Subcomité de Modernización Administrativa en 2012.
Inició su campaña como candidata por la coalición PRI-PVEM a diputada por el 7º distrito a principios del 2013. La carrera por la diputación fue entre tres candidatas, Nereida Fuentes, de Compromiso por Baja California; Ivonne Diego Muñoz, de Unidos por Baja California; y Consuelo Sandoval Frías, del Movimiento Ciudadano. Nereida Fuentes ganó la diputación en las elecciones del 7 de julio de 2013 y tomó protesta en octubre del mismo año. Una vez en su puesto, el Congreso del Estado le asignó responsabilidades como representante de la Comisión de Energía y Recursos Hidráulicos, la Comisión de Hacienda y Presupuesto, Comisión Jurisdiccional, Familia, Asuntos Religiosos y Protección Civil y la secretaría en la Comisión de Reforma de Estado Primera.[cita requerida]
Su candidatura a la diputación federal de la coalición PRI-PVEM por el distrito 7 con base en Mexicali fue anunciada en abril de 2015, en medio de la controversia generada por la renuncia a la candidatura de Francisco Pérez Tejada por un proceso legal por peculado. Diez días más tarde se confirmó su candidatura, después de que la candidata se retirara del Congreso local, para evitar un posible conflicto de intereses. Perdió las elecciones federales del 7 de junio de 2015 y volvió a sus actividades como legisladora local.
Inició su campaña política como candidata a presidenta municipal de Tecate por la coalición PRI-PT-PVEM-PANAL a principios de 2016 y resultó ganadora en las elecciones del 5 de junio. Tomó protesta como alcaldesa del municipio el 30 de noviembre del mismo año y se convirtió en la primera mujer alcaldesa en la historia de Tecate. Cumplirá con el cargo hasta las siguientes elecciones en 2019.

## Menciones relevantes
Se incluye a la entonces diputada local Nereida Fuentes González en el libro Dejando Huella, escrito por la exdiputada federal María Carmen López Segura. El libro tiene como tema principal mujeres sobresalientes en diversos campos del estado de Baja California..